# Enduro (Mountainbikesport)

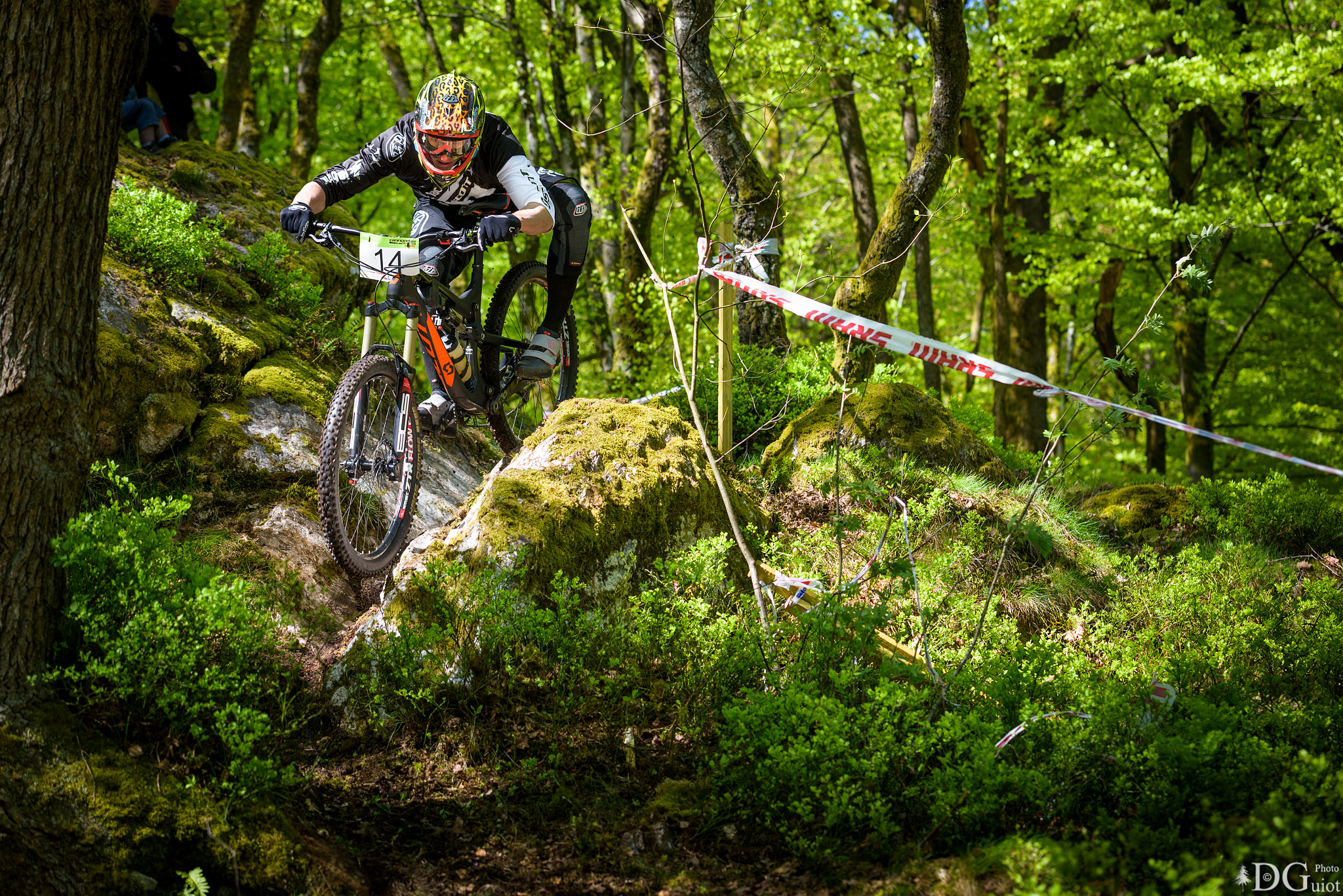
Mountainbiker bei der Cannondale Enduro Tour de Belfort

Enduro (Abk. EDR) ist im Mountainbikesport eine Disziplin, bei der die Fahrer – vergleichbar dem Rallyesport – abwechselnd mehrere Verbindungsetappen und Wertungsprüfungen absolvieren müssen. Von den Anforderungen an die Fahrer ist Enduro eine Mischung zwischen Cross-Country und Downhill. Als Sportgerät kommen meist spezielle Enduro-Mountainbikes zum Einsatz.

## Geschichte
MTB-Enduro kommt aus dem Breitensport und kehrt zu den Ursprüngen des Mountainbikens zurück: gemeinsam den Berg hinauf und schnellstmöglich den Berg wieder runter. Die Anforderungen an Fahrtechnik und körperliche Leistungsfähigkeit sind so gehalten, dass auch Freizeitsportler an Wettkämpfen teilnehmen können. Das erste Enduro-Rennen fand im Jahr 2002 in Frankreich statt und wird noch immer unter den Namen Tribe 10000 als Teil des Coupe de France d’Enduro in Val d’Allos ausgetragen. Aufgrund des zunehmenden Interesses hat die UCI zur Saison 2014 MTB-Enduro als eigenständige Disziplin des Mountainbikesports anerkannt und Regeln für Enduro-Rennen erlassen.
Mit der zunehmenden Verbreitung von E-Mountainbikes entstand parallel zum Enduro das E-MTB Enduro (E-EDR) als Teildisziplin des E-Mountainbikesports, das 2019 offiziell durch die UCI anerkannt wurde.

## Reglement
Ein Enduro-Wettkampf besteht aus verschiedenen Etappen mit Zeitmessung (Wertungsprüfungen) und ohne Zeitmessung (Verbindungsetappen). Die Etappen werden durch die Fahrer einzeln mit zeitlichem Abstand absolviert. Ein Wettkampf geht über eine Strecke bis zu 50 Kilometer mit einer Fahrzeit von 3–4 Stunden, teilweise auch über zwei Tage.
Nach dem Reglement muss ein Wettkampf mindestens vier Wertungsprüfungen (stages) beinhalten, bei denen eine Zeitnahme erfolgt. Die Strecke soll aus einer Mischung von schmalen und breiten, langsamen und schnellen  Wegen und Trails mit wechselndem Untergrund sein. Die Streckenführung ist meist bergab, kurze Tretpassagen oder Anstiege sind jedoch erlaubt.
Die Verbindungsetappen führen meist bergauf, technische Hilfsmittel wie Seilbahnen können integriert werden. Für die Verbindungsetappen gibt es keine Zeitnahme, jedoch ein Zeitlimit. Bei Überschreiten des Zeitlimits wird die Zeitüberschreitung zur Fahrzeit in den Wertungsprüfungen addiert.
Sieger ist der Fahrer, der am Ende die geringste Gesamtzeit aller Wertungsprüfungen zuzüglich möglicher Zeitstrafen hat.
Pro Fahrer dürfen nur ein Rahmen, eine Gabel und ein Satz Laufräder verwendet werden, die beim Start markiert werden. Defekte Teile können nach Genehmigung durch die Rennleitung gegen eine Zeitstrafe ausgetauscht werden.
Enduro-Wettkämpfe sind als Wettkämpfe der Klasse 3 eingestuft, Ranglisten-Punkte für Enduro-Wettkämpfe werden durch die UCI nicht vergeben, jedoch durch die Enduro World Series (EWS). Die EWS führt auch globale und kontinentale Ranglisten für den Bereich Enduro.

## Wettkämpfe
Wettkämpfe im MTB-Enduro finden als Teil der Enduro World Series (EWS) unter dem Dach der International Mountain Biking Association (IMBA) statt. Die EWS wurde zur Saison 2013 ins Leben gerufen und beinhaltete zunächst nur die wichtigsten internationalen Enduro-Rennen. Zwischenzeitlich werden die Rennen der EWS in drei Kategorien eingeteilt, seit 2019 gehören die Rennen der höchsten Kategorie und die Trophy of Nations zum offiziellen Rennkalender der UCI, seit 2023 ist die EWS in den UCI-Mountainbike-Weltcup integriert.
Im September 2024 sollen erstmals Mountainbike-Enduro-Weltmeisterschaften im italienischen Fassatal stattfinden, eine Panamerika-Meisterschaft ist für November im venezolanischen Naguanagua geplant. Landesmeisterschaften finden inzwischen in mehreren Ländern statt, darunter in der Schweiz, Deutschland und Österreich.